# Thomas-Emil von Wickede
Thomas-Emil von Wickede (Verden, 23 aprile 1893 – Waldbach, 23 giugno 1944) è stato un generale tedesco della Wehrmacht durante la seconda guerra mondiale.

## Biografia

### Formazione e prima guerra mondiale
Thomas-Emil von Wickede naque a Verden il 23 aprile 1893 ed era il figlio dell'ex segretario postale imperiale Ludwig Heinrich Nikolaus von Wickede e di sua moglie Jeanette Karoline Emilie, nata von Bötticher. Si arruolò come soldato nell'esercito reale prussiano il 2 settembre 1913, con il Großherzoglich Mecklenburgisches Füsilier-Regiment "Kaiser Wilhelm" Nr. 90, con il quale fu promosso tenente il 6 agosto 1914. Allo scoppio della Prima Guerra Mondiale fu mandato al fronte con il suo reggimento; durante la guerra ricevette la Croce di Cavaliere della Casa Reale Prussiana dell'Ordine di Hohenzollern con Spade ed entrambe le Croci di Ferro.

### Periodo interbellico
Dopo la guerra fu accettato nell'esercito imperiale provvisorio e nella primavera del 1920 fu assegnato al Reichswehr-Infanterie-Regiment 17. Negli anni successivi fu impiegato come ufficiale di compagnia nel 6. Infanterie-Regiment, dove nel 1924 fu impiegato come aiutante del 2° battaglione (anseatico) a Lubecca e nel 1926 fu impiegato nell'8° compagnia dello stesso reggimento. Suo padre morì il 6 luglio 1927 a Marburg. Fu promosso capitano il 1° febbraio 1929 ed impiegato nello stato maggiore del suo reggimento e nel 1930 fu nominato capo della 2° compagnia, sempre dello stesso reggimento a Schwerin. Il 1° aprile 1937 fu nominato maggiore e comandante del 2° battaglione del Infanterie-Regiment 4 e come tale, fu promosso Oberstleutnant il 1º marzo 1938.

### Seconda guerra mondiale
Nel settembre 1939 guidò il suo battaglione nella campagna di Polonia e durante la campagna di Francia fu nominato comandante del Infanterie-Regiment 4. Nel mentre gli furono concesse entrambe le fibbie delle croci di ferro e per i suoi servizi come comandante fu insignito della Croce di Cavaliere della Croce di Ferro il 15 agosto 1940. All'inizio dell'ottobre 1940 fu nominato comandante del nuovo Infanterie-Regiment 409 e come tale fu promosso colonnello il 1° febbraio 1941. All'inizio dell'estate del 1941 guidò il suo reggimento nell'operazione Barbarossa, ma il 30 gennaio 1942 lasciò il comando e fu trasferito alla riserva di leadership dell'OKH. Il 1º giugno 1942 fu promosso generalmajor e come tale, all'inizio di giugno 1942 fu nominato comandante della 30. Infanterie-Division, con la quale fu promosso Generalleutnant il 1º gennaio 1943. Nell'autunno del 1943 lasciò il comando ed all'inizio di novembre 1943 fu incaricato di guidare il X. Armeekorps. Il 1º gennaio 1944 fu nominato General der Infanterie ed in quanto tale, venne nominato comandante del X. Armeekorps. Il 23 giugno 1944 volò a Obersalzberg per un incontro con Hitler al Berghof, insieme a Eduard Dietl, Karl Eglseer e Franz Rossi, tuttavia durante il loro viaggio di ritorno il loro Junkers Ju 52 si schiantò nei pressi di Waldbach, in Stiria, causando la morte dei 4 generali e di altre 5 persone.